# Oeneis nanna
Oeneis nanna är en fjärilsart som beskrevs av Ménétriés 1859. Oeneis nanna ingår i släktet Oeneis och familjen praktfjärilar. Inga underarter finns listade i Catalogue of Life.